# Jorge Lagarrigue
Jorge Lagarrigue Alessandri (Valparaíso, 21 de septiembre de 1854-París, 4 de mayo de 1894) fue un médico, abogado, traductor y filósofo positivista chileno.

## Biografía
Hijo mayor del vicecónsul español en Valparaíso Juan Lagarrigue Abad y de la chilena Aurora Alessandri Vargas, y hermano de los también filósofos Juan Enrique (1852-1927) y Luis Lagarrigue (1864-1949). En 1965, su padre trasladaría a la familia a Santiago de Chile.
En 1872, siendo aún muy jóvenes, los hermanos ingresaron a la Sociedad de la ilustración donde, fallecido el director y fundador Arnoldo Montt, asumió su cargo Jorge, mientras asistían y participaban también paralelamente en la Academia de Bellas Letras:

Paralelo a la Academia, se estaba organizando un grupo denominado Sociedad de la Ilustración (fundado por Amoldo Montt en 1872), al que pertenecía Jorge Lagarrigue, que sustituyó a Montt dos años después al frente de la Sociedad. Allí se leían obras de Comte y de Littré. El mismo Jorge Lagarrigue señala, en carta a un amigo, que en esos años había perdido la fe religiosa y andaba buscando una doctrina que le sacara de su escepticismo. Eso es lo que logró la doctrina positiva, que se convirtió para él en una nueva fe que regía su nueva vida. Se propone traducir al castellano el Curso de filosofía positiva, de Augusto Comte, entendiendo ese trabajo, como lo expresa en su Diario, como un deber: «Creo un deber de mi parte propagar esa filosofía que ha alumbrado mi espíritu y porque creo que el positivismo es el punto final hacia el cual marchan las sociedades en sus constantes progresos».
Carlos Beorlegui

Su idea de lo religioso iba muy de la mano con el patriotismo, de modo que la visión mesiánica de las ciencias redituaba en un discurso compatible con el nacionalismo:

[...] Gracias a la Religión de la Humanidad, mis progresos intelectuales, lejos de conducirme al desprecio de la patria, no me han hecho sino amarla cada vez más. Vivir para los demás, es decir para la Familia, la Patria y la Humanidad, de ahí nuestra noble fórmula moral que concilia el amor de todos los seres dignificados en ti.
Jorge Lagarrigue

Hago este trabajo porque creo un deber de mi parte propagar esa filosofía que ha alumbrado mi espíritu y porque creo que el positivismo es el punto final hacia el cual marchan las sociedades en sus constantes progresos. Las ciencias, llegadas casi todas a un estado realmente positivo, preparan el camino. ... yo quiero servir a mi país, combatiendo el error, esparciendo y defendiendo la verdad. Creo hacer esto, propagando las grandes doctrinas de la filosofía positiva.
Jorge Lagarrigue

En la Academia, los hermanos entraron en contacto con políticos como José Manuel Balmaceda e historiadores como Diego Barros Arana, pero en especial con los filósofos José Victorino Lastarria y Valentín Letelier, inclinados al positivismo europeo. Fue en este contexto que Jorge Lagarrigue tradujo al español los Principios de filosofía positiva de Auguste Comte (1875). Publicó después en la Revista Chilena, dirigida por Diego Barros Arana y por Miguel Luis Amunátegui, una fervorosa defensa del positivismo comteano. 
Estudió medicina y derecho en París, donde quedó convencido por la filosofía positivista de Auguste Comte, consagrándose en su divulgación en Chile junto a sus hermanos. Fue en este viaje a París donde conoció al filósofo brasileño Miguel Lemos (1854-1917) y a Emile Littré, ambos positivistas, pero terminó por adherirse a la más ortodoxa Sociedad Positivista de Auguste Comte. Además de estos, se relacionó con otros positivistas de relevancia en América como Porfirio Parra. Permaneció en París desde 1876 a 1881, recibiendo la ciudadanía francesa.
De regreso a Chile, fundó hacia el año 1883 la Iglesia Positivista de Chile que posteriormente constituyó la Sociedad Positivista, y la dirigió personalmente hasta su temprana muerte a los 39 años en la capital parisina, en 1894. Tras ello, fue sustituido por su hermano Juan Enrique. Su relación con Francia y Europa hicieron de Jorge Larraguirre una figura de referencia en el ámbito de la divulgación del positivismo en ambos continentes:

En el mismo año [1875] Lagarrigue entra en dialogo con Emile Littré, lo que precipita su partida a París con la intención de estudiar medicina en la prestigiosa Faculté de médecine, donde alcanzará asistir a las cátedras de Bernard, Robin, Charcot y Vulpian. Lagarrigue se interesa, desde luego, por «la bella ciencia de la biología» y finalmente estudiará «las artes médicas». Sin embargo el Dr. Lagarrigue nunca ofició de médico. Lo interesante es que su iniciación filosófica en Santiago, más sus estudios médicos en la faculté, y sobre todo, su actividad en el seno de la société positiviste resultaron en el apóstol Jorge Lagarrigue, quien durante el periodo de 1883 hasta su fallecimiento en 1894, participó, de la regeneración afectiva, espiritual y moral de las sociedades occidentales, propiciada por una red de iglesias positivistas que articuló esfuerzos provenientes de distintos continentes.
Marcelo Pérez

Los tres hermanos se consagraron a divulgar esta filosofía publicando folletos, artículos y cartas, pero la crisis política chilena en 1891 dividió el positivismo chileno en dos tendencias: por un lado la conservadora, la del positivismo ordodoxo o mesiánico, encarnada por los hermanos Lagarrigue, y por el otro lado la liberal de Lastarria y Letelier, más cerca del pensamiento de Littré y de Spencer. Producto de este cisma al interior del positivismo, Pierre Laffitte, heredero del positivismo ortodoxo de Comte y maestro de Lagarrigue, lo declararía un falso positivista, al igual que a Miguel Lemos.
A su muerte, Richard Congreve redactó su necrológica conmemorativa. Su prosa ha sido descrita como repleta de "galicismo mental y francofilia beata". Tras la muerte de Comte, Lagarrigue era el albacea de su patrimonio. Acaecida su propia muerte, dicha labor recayó en Raimundo Teixeira Méndes. Recientemente, Ana María Baeza Carvallo ha destacado la visión caricaturezca de la mujer que el positivismo de Jorge Laguirre, deudor del sexismo comteano,

## Obras

### Obras en español
- Nociones de geología, 1874.
- La filosofía positivista, 1875.
- Una conversión a la Relijión de la Humanidad, 1879.
- Una revista positivista en Portugal, 1879.
- El positivismo en el Brasil, 1879.
- El tercer centenario de Camoens, 1880.
- El positivismo en México, 1881
- El culto positivista en el Brasil, 1881
- Boletín de Chile, 1882.
- Discurso conmemorativo sobre la tumba de Augusto Comte, 1882.
- Contribución al estudio sobre la nutrición, 1883.
- Sacramento de la presentación, 1883.
- Positivismo y catolicismo, 1884
- La asamblea católica ante la verdadera religión, 1884.
- Trozos del diario íntimo. Ed. Fundación Juan Enrique Lagarrigue, Santiago de Chile, 1944.
- Obras completas. Aguilar, 1947.

### Obras en francés
- L'Espagne et Calderon de la Barca. Au siège de l'Apostolat positiviste: Paris, 1881.
- Contribution a l’étude de l’influence du moral sur le physiqueouInfluence du systèmenerveux surla nutrition. Paris: Thèsepour le doctorat enMédecine. Faculté de Médecine de Paris. 1883.
- Le positivisme et la Vierge-mère. Imprenta Cervantes; Santiago de Chile, 1886.
- Circulaire positiviste. Au siège de l'Apostolat positiviste: Paris, 1887.
- Avertissement de l'édition apostolique du catéchisme positiviste. Au siège de l'Apostolat positiviste: Paris, 1891.
- Lettre à M. Georges Thiebaud sur l'avenir du parti boulangiste. Paris, 1891.
- Inauguration de la Salle de conférences de l'apostolat positiviste de Paris. Au siège de l'Apostolat positiviste: Paris, 1892.
- Le faux et le vrai positivismo. París, 1892.
- L' Apostolat positivisme de Paris. Paris, 1893.
- Programme des conférences publiques et gratuites sur la religion de I'humanité données au siège de l'Apostolat positiviste. Paris, 1893.
- Hommages a la memoire. Au siège de l'Apostolat positiviste, 1894.
- Lettres sur le positivisme et sur la mission religieuse de la France. La Dictature républicaine, d'après Auguste Comte. Chez l'editeur, 2e édit: Paris, 1897.

### Traducciones
- Comte, Auguste. Principios de filosofía positiva. Con prefacio de Émile Littré. Santiago de Chile: Librería del Mercurio, 1875.
- Comte, Auguste. Calendario positivista. Santiago de Chile: Imprenta Cervantes, 1884 [atribuida].[38]